# Pim Balkestein
Pim Balkestein (Gouda, 29 april 1987) is een Nederlands voormalig profvoetballer die als centrale verdediger speelde. Hij is de zoon van oud-voetballer Luuk Balkestein.

## Loopbaan
Balkestein doorliep vanaf de E-junioren de jeugdopleiding van sc Heerenveen waar hij in oktober 2006 een profcontract tekende, maar kwam daar niet verder dan Jong Heerenveen. Daarmee nam hij in het seizoen 2007/08 wel mee deel aan het toernooi om de KNVB beker. In 2007 werd hij door bondscoach Hans Schrijver opgenomen in de reservelijst van Jong Oranje voor het Toulon Espoirs-toernooi in Toulon. In juni 2008 was Balkestein op proef bij Ipswich Town en hem werd een contract aangeboden voor twee jaar. Op 9 augustus 2008 maakte hij in de wedstrijd tegen Preston North End zijn debuut..
In zijn eerste seizoen (2008/09) speelde Balkestein het grootste aantal wedstrijden van het seizoen in de basis van Ipswich Town. Zo ook in de FA Cup-wedstrijd tegen Chelsea (3–1 verlies). Aan het eind van het seizoen 2008/09 werd de fysiek sterke verdediger door de technische staf van Ipswich Town gekozen tot 'Most Improved Player of the Year'. Balkestein werd tweemaal verhuurd aan Brentford, voordat die club hem in 2010 definitief overnam. In het seizoen 2011/12 verhuurde Brentford hem eerst aan Rochdale en vervolgens aan AFC Wimbledon. In juni 2013 tekende hij bij VVV-Venlo een driejarig verbintenis met ingang van het seizoen 2013/14, maar diende dit contract niet uit. Daags voor aanvang van het seizoen seizoen 2015/16 maakte VVV bekend dat de verdediger zijn loopbaan zou voortzetten bij SV Elversberg. In januari 2016 liet hij zijn contract ontbinden. Vervolgens kwam Pim Balkestein tot overeenstemming met Topklasser De Treffers uit Groesbeek. In 2022 beëindigde hij zijn loopbaan.

## Statistieken
| 2007/08                           | Jong sc Heerenveen | Beloften Eredivisie           | -   | -  | 3  | 0 | —  | — | 3   | 0  |
| 2008/09                           | Ipswich Town       | The Championship              | 20  | 0  | 1  | 0 | 2  | 0 | 23  | 0  |
| 2009/10                           | Ipswich Town       | The Championship              | 9   | 0  | 0  | 0 | 1  | 0 | 1   | 0  |
| 2009/10                           | Brentford          | League One                    | 14  | 1  | 0  | 0 | 0  | 0 | 14  | 1  |
| 2010/11                           | Brentford          | League One                    | 20  | 1  | 1  | 0 | 4  | 0 | 25  | 1  |
| 2011/12                           | Brentford          | League One                    | 5   | 0  | 0  | 0 | 0  | 0 | 5   | 0  |
| 2011/12                           | Rochdale           | League One                    | 13  | 0  | 0  | 0 | 2  | 0 | 15  | 0  |
| 2011/12                           | Wimbledon          | League Two                    | 6   | 0  | 0  | 0 | 0  | 0 | 6   | 0  |
| 2012/13                           | Wimbledon          | League Two                    | 24  | 2  | 1  | 0 | 2  | 0 | 27  | 2  |
| 2013/14                           | VVV-Venlo          | Eerste divisie                | 36  | 3  | 2  | 0 | 0  | 0 | 38  | 3  |
| 2014/15                           | VVV-Venlo          | Eerste divisie                | 24  | 1  | 2  | 0 | 3  | 0 | 29  | 1  |
| 2015/16                           | SV Elversberg      | Regionalliga Südwest          | 4   | 0  | 0  | 0 | 3  | 2 | 7   | 2  |
| 2015/16                           | SV Elversberg II   | Oberliga Rheinland-Pfalz/Saar | 1   | 0  | —  | — | —  | — | 1   | 0  |
| 2015/16                           | De Treffers        | Topklasse Zondag              | 9   | 0  | 0  | 0 | —  | — | 9   | 0  |
| 2016/17                           | De Treffers        | Tweede divisie                | 32  | 3  | 1  | 0 | —  | — | 33  | 3  |
| 2017/18                           | De Treffers        | Tweede divisie                | 28  | 5  | 2  | 0 | —  | — | 30  | 5  |
| 2018/19                           | De Treffers        | Tweede divisie                | 20  | 5  | 1  | 0 | —  | — | 21  | 5  |
| 2019/20                           | De Treffers        | Tweede divisie                | 0   | 0  | 0  | 0 | —  | — | 0   | 0  |
| 2020/21                           | De Treffers        | Tweede divisie                | 2   | 0  | 1  | 0 | —  | — | 3   | 0  |
| 2021/22                           | De Treffers        | Tweede divisie                | 17  | 0  | 0  | 0 | —  | — | 17  | 0  |
| Carrière totaal                   | Carrière totaal    | Carrière totaal               | 284 | 21 | 16 | 0 | 17 | 2 | 317 | 23 |
| Bijgewerkt tot en met 6 juni 2022 |                    |                               |     |    |    |   |    |   |     |    |

°Overige officiële wedstrijden, te weten League Cup, Football League Trophy, Saarlandpokal en play-off.